# Ашагы-Яглевенд
Ашагы-Яглевенд (азерб. Aşağı Yağləvənd) — село в Физулинском районе Азербайджана, расположено на реке Аракс.

## История
В 1400 году Тимур начал военные действия против Баязида, захватившего Эрзинджан, где правил вассал Тимура, и против египетского султана Фараджа ан-Насира, предшественник которого, Баркук, ещё в 1393 го]у велел убить посла Тимура. В 1400 году Тимур взял крепости Кемах и Сивас в Малой Азии и Халеб в Сирии, принадлежавшей египетскому султану, а в 1401 году занял Дамаск.
28 июля 1402 года Тимур одержал важнейшую победу над Османским султаном Баязидом I, нанеся ему поражение в битве при Анкаре. Сам султан был взят в плен. В результате сражения Тимуром была захвачена вся Малая Азия, а поражение Баязида привело к распаду Османской империи, сопровождавшемуся крестьянской войной и междоусобицами его сыновей.
Амир Тимур привозил с собой карататар. Большая часть из них разместил в Карабахе. Карататары подразделялись на племенные объединения каджаров и джаванширов.
Официальной причиной насильственного переселения стало обвинение всего кара татарского народа в государственной измене, туркмены их называли «Яги левент» — «враждебный воин».
Названия основных кланов джаванширов следующие: яглевенд, дедели, таметли, геджагёзлю, сейидахмедли, гервенд, демирли, сейидмахмудлу, моллафазилли, кёчерли, гарабурунлу, бегманлу, сариджалы.
Ашагы-Яглевенд — один из населённых пунктов оймака (ветви племени) Яглавенда. Оймак Яглавенд — ветвь кочевого племени Джаваншир.
В годы Российской империи село называлось Яглавенд и находилось в составе Джебраильского уезда Елизаветпольской губернии.
В середине XIX века близ Яглевенда произошло несколько вооружённых столкновений между каджарскими войсками и русской императорской армией.
1842 году в Ашаги-Яглавенде жило 3 бекских семей, представленных несколькими фамилиями. 1 семья происходит от Халаф-бека. Старший в этой фамилии — Нур Мухаммед-ага. Другие 2 семьи из фамилии Шамсизаде и Мурадовых.
Самым богатым яглевендцем и главой бекских семейств Яглевенда в конце XIX в. являлся Мешеди Азим Мухаммед-бек. Ему в самом селении принадлежала пашня на 500 тагар посева, которую он сдавал в наем.
В советское время в селе работала ткачиха ковров Умай Азимова, создавшая ковёр «Бахманлы», который был удостоен золотой медали.

## География и транспорт
Ашагы-Яглевенд расположен к юго-западу от Баку на левом берегу реки Аракс. Село окружено плодовыми садами, виноградниками. Расстояние до границы с Ираном — около 2 км. Через село проходят железнодорожные ветки Баку—Горадиз и автомобильное шоссе Баку—Зангелан.

## Население
По статистическим данным 1823 года, в Яглавенде жило 110 семей (дымов).
| Год  | Число дымов |
| ---- | ----------- |
| 1823 | 110         |
| 1827 | 65          |
| 1830 | 56          |
| 1831 | 75          |
| 1832 | 57          |
| 1833 | 57          |
| 1842 | 78          |
| 1849 | 104         |
| 1863 | 117         |
| 1873 | 130         |
| 1886 | 162         |

## Экономика
Основные виды хозяйственной деятельности населения — скотоводство и земледелие.

## Известные уроженцы
- Зейнал-хан Джеваншир— азербайджанский военный деятель XVIII века. С 1707 года на службе у Солтан Хусейна. Вёл борьбу за независимость Арасбара против Панах Али-хан, от которых в конечном итоге потерпел поражение.
- Сафи-хан Джеваншир—азербайджанский военный деятель XVIII века.
- Ширин-бек Джеваншир—азербайджанский военный деятель XVIII- XIX вв. С 1797 года на службе у Ибрагим Халил-хана.
- Халаф-бек Джеваншир—азербайджанский военный деятель XIX века. С 1817 года на службе у Мехти Кули-хана.
- Амир Мурад-юзбаши Джеваншир— азербайджанский военный деятель XIX века.
- Молла Бекмамед Бюльбюль—азербайджанский поэт XIX века.
- Азим Мухаммед-бек Джеваншир— азербайджанский религиозный деятель XIX века.
- Мурадов, Фарман Муса оглы— колхозник, звеньевой колхоза «Новый путь», Герой Социалистического Труда (1948).
- Мурадов, Черкес Муса оглы — колхозник, звеньевой колхоза «Новый путь», Герой Социалистического Труда (1948).